# Las Ventanas (sitio arqueológico)
Las Ventanas es un sitio arqueológico ubicado en el estado mexicano de Zacatecas. Se le denominó de esta manera debido a causa de que el complejo estructural más importante en la zona cuenta con unas cavernas con observatorios parecidos a "ventanas".  Se encuentra en un acantilado. Tales estructuras parecen gigantescas ventanas. Su cronología va del 300 a. C. al 1200 d. C. Se ubica cerca de Juchipila, en un cerro en cuyas faldas está el rancho El Remolino.
Su antiguo nombre caxcan fue Tatan o Tetan, capital del Señorío de Juchipila.

## Estructuras
Existen, en el sitio, claramente tres estructuras principales: La gran pirámide, que es una construcción cuyas dimensiones son de 30.48 por 32 metros y abarca 975.36 metros cuadrados; posee 5.59 metros de altura sobre el suelo.
También se encuentra una plataforma que era en la antigüedad un juego de pelota de 60 por 40 metros, un patio y terrazas; pero sin duda la construcción más estudiada y sobresaliente es la casa acantilado, construcción que pudo haberse usado como punto de vigilancia.